# Kirchenbauverein
Ein Kirchenbauverein (Kirchbauverein) oder auch Kirchenbaufonds ist ein Verein zur Unterstützung des Baus und Erhalts von Kirchengebäuden.

## Definition
Meist wird ein solcher Verein aus eigenem Antrieb von Bewohnern eines Ortes gegründet, die den Bau einer Kirche anstreben. Durch Spenden beteiligen sich die Mitglieder des Vereines an der Beschaffung der zum Kirchenbau nötigen Geldmittel. Auch werden ortsansässige Unternehmen angeschrieben und zur Mithilfe aufgefordert. Diese Hilfe kann je nach Art der Firma von finanzieller Unterstützung bis hin zur kostenlosen Überlassung von Baumaterial oder Arbeitskräften reichen. 
Oft gehen Vereinsmitglieder von Haus zu Haus und bitten ebenfalls um Spenden. Bereits die Gründung eines solchen Vereins ist Werbung für den Bau des Gotteshauses und dessen Unterstützung.
Heutzutage veranstalten viele Kirchenbauvereine Konzerte oder Vorträge, um für ihr Projekt zu werben und Geld zu sammeln.
Außer dem Bau von Kirchen fördern Kirchbauvereine auch die Finanzierung der Erst- oder Neuausstattung (Glocken, Altar, Kirchenbänke, Heizung etc.).
Nach der Fertigstellung einer Kirche lösen sich Kirchenbauvereine manchmal auf. Oft bleiben sie auch bestehen, um anstehende Renovierungen an der Kirche zu unterstützen.

## Beispiele
- 1874 wurde ein Kirchenbauverein für das Würzburger Stadtviertel Sanderau gegründet und 1889 ein solcher für das Würzburger Stadtviertel Grombühl, jeweils noch vor der dortigen Einrichtung von Pfarreien im Jahr 1914.[1]